# Pawłówko (powiat przasnyski)
Pawłówko – wieś w Polsce położona w województwie mazowieckim, w powiecie przasnyskim, w gminie Czernice Borowe.
Wierni Kościoła rzymskokatolickiego należą do parafii św. Macieja w Pawłowie Kościelnym.
W latach 1975–1998 miejscowość należała administracyjnie do województwa ciechanowskiego.